# Lingua ambel
L'Ambel (anche Amber), noto anche come Waigeo dall'isola in cui è parlato principalmente, è una lingua austronesiana fortemente influenzata dalle lingue papuane parlata sull'isola di Waigeo nell'arcipelago di Raja Ampat vicino alla punta nord-occidentale della Papua sud-occidentale, in Indonesia. È parlato da circa 1.600 persone. È in pericolo, poiché la popolazione si sta spostando verso il papuano malese e poche persone nate dopo il 2000 hanno una conoscenza della lingua.